# Adil Karrouchy
Adil Karrouchy (arab. عادل كروشي, ur. 17 maja 1982 w Al-Muhammadijji) – marokański piłkarz, grający na pozycji lewego obrońcy. W latach 2010–2015 reprezentant kraju.

## Klub

### Difaâ El Jadida
Zaczynał karierę w Difaâ El Jadida. W sezonie 2011/2012 (pierwszym dostępnym na stronie Transfermarkt) zagrał 10 spotkań i miał jedną asystę.

### Raja Casablanca
1 lipca 2012 roku dołączył do Raja Casablanca za 225 tysięcy euro. W tym zespole zadebiutował 16 września 2012 roku w meczu przeciwko FUS Rabat (3:0 dla Raja). Zagrał całe spotkanie. Pierwszą asystę zaliczył 29 września w meczu przeciwko KAC Kénitra (4:2 dla zespoły Karrouchego). Asystował przy golu Mohsine Moutaouali w 44. minucie. Pierwszego gola strzelił 16 kwietnia 2013 roku w meczu przeciwko Olympique Khouribga (1:3 dla Raja). Do bramki rywali trafił w 87. minucie. W swoim pierwszym sezonie zagrał 27 meczów, strzelił dwa gole i miał trzy asysty. Zdobył też tytuł mistrza kraju.
W sezonie 2013/2014 zagrał 27 meczów, strzelił dwa gole i miał 6 asyst. Występował też na Klubowych Mistrzostwach Świata.
W sezonie 2014/2015 wystąpił w 20 meczach, strzelił 3 gole i miał 4 asysty.
W sezonie 2015/2016 zagrał 11 meczów, strzelił dwa gole.
W kolejnym sezonie zagrał 17 meczów i strzelił jedną bramkę. Zdobył też puchar Maroka.
W swoim ostatnim sezonie (2017/2018) zagrał 6 meczów.
Łącznie w lidze zagrał 108 meczów, strzelił 10 goli i miał 14 asyst.

## Reprezentacja
W reprezentacji Maroka zagrał 7 spotkań. Pierwszy występ zaliczył 11 sierpnia 2010 roku w meczu przeciwko Gwinei Równikowej (2:1 dla Maroka). Wszedł na boisko w 84. minucie, zastępując Hichama Mahdoufiego.

## Rodzina
Jest kuzynem Ballgiha Karrouchego, niemiecko-marokańskiego trenera piłkarskiego.